# The Hearts Filthy Lesson
Singles de David Bowie
The Buddha of Suburbia
(novembre 1993) Strangers When We Meet
(novembre 1995)
The Hearts Filthy Lesson est une chanson de David Bowie parue en 1995 sur l'album 1. Outside.
Elle constitue le premier single tiré de l'album, dans une version radio (Radio Edit) plus courte d'une minute trente que la version de l'album. Ce single est édité dans une grande variété de formats, avec plusieurs CD et 45 tours différents qui reprennent en face B différents remixes de la chanson :
- Alt Mix (Trent Reznor et Dave Ogilvie avec Chris Vrenna) ;
- Good Karma Mix (Tim Simenon) ;
- Rubber Mix (Tony Maserati et Robert Holmes) ;
- Simple Test Mix (Tony Maserati et Robert Holmes) ;
- Filthy Mix (Tony Maserati et Robert Holmes).

## Musiciens
- David Bowie : chant
- Brian Eno : synthétiseur, chœurs, traitements de guitare
- Reeves Gabrels : guitare rythmique
- Carlos Alomar : guitare solo
- Erdal Kızılçay : basse
- Mike Garson : piano
- Sterling Campbell : batterie
- Ruby Edwards : chœurs